# Leonit Abazi
Leonit Abazi (Gjilan, 5 juli 1993) is een Albanees-Kosovaars voetballer die bij voorkeur als buitenspeler speelt. Abazi kwam eenmaal uit voor het nationale elftal van Kosovo.  

## Carrière
Abazi, geboren in Gjilan, in het hedendaagsse Kosovo, speelde met KF Drita in de Superliga alvorens hij in de zomer van 2013 verhuisde naar Albanië om regerend landskampioen Skënderbeu Korçë te gaan versterken. Hij maakte zijn debuut voor de club in de na strafschoppen gewonnen wedstrijd tegen KF Laçi om de Albanese Supercup. In dezelfde periode speelde hij 2 interlands namens Albanië onder 21.
Aan het einde van het seizoen 2014/15 verlengde Abazi zijn contract bij Skënderbeu Korçë met twee seizoenen samen met Kosovaars internationaal Bajram Jashanica. Het contract werd getekend op 5 juni 2015 en bond hem tot medio 2017 aan de club, met een optioneel extra jaar.
Abazi speelde uiteindelijk zes seizoenen voor de Albanese topclub. In augustus 2019 keerde hij terug naar Kosovo. Hij tekende een contract tot medio 2022 bij KF Pristina. Met de club won hij in zijn eerste seizoen de Kosovaarse voetbalbeker. In de finale tegen FC Ballkani (1-0 winst) speelde Abazi de hele wedstrijd mee. In 2021 eindigde Pristina met Abazi als basisspeler het seizoen als koploper, de eerste landstitel voor de club sinds 2013. In de voorbereiding van het seizoen 2022/23 verkaste hij naar regerend landskampioen KF Ballkani. Met Ballkani won Abazi medio 2023 voor de tweede maal in zijn loopbaan het Kosovaars landskampioenschap. 

## Erelijst
| Competitie                      |                                 |                                    |                                 |                                 |
| Competitie                      | Aantal                          | Jaar                               |                                 |                                 |
| als speler van Skënderbeu Korçë | als speler van Skënderbeu Korçë | als speler van Skënderbeu Korçë    | als speler van Skënderbeu Korçë | als speler van Skënderbeu Korçë |
| ------------------------------- | ------------------------------- | ---------------------------------- | ------------------------------- | ------------------------------- |
| Landskampioen                   | 4                               | 2013/14, 2014/15, 2015/16, 2017/18 |                                 |                                 |
| Albanese voetbalbeker           | 1                               | 2017/2018                          |                                 |                                 |
| Albanese Supercup               | 3                               | 2013, 2014, 2018                   |                                 |                                 |
| als speler van KF Pristina      |                                 |                                    |                                 |                                 |
| Landskampioen                   | 1                               | 2020/21                            |                                 |                                 |
| Kosovaarse voetbalbeker         | 1                               | 2019/20                            |                                 |                                 |
| als speler van KF Ballkani      |                                 |                                    |                                 |                                 |
| Landskampioen                   | 1                               | 2022/23                            |                                 |                                 |